# Rosaleda Aramaki
El Rosaleda Aramaki en japonés: 荒牧バラ公園 Aramaki bara-kōen, es una rosaleda y jardín botánico, en Itami, en la prefectura de Hyogo, Japón.
Alberga a unos 10,000 pies de unas 250 especies de Rosas de todo el mundo. El parque fue diseñado en el estilo del sur de Europa, con rosas de renombre mundial tal como las variedades conseguidas en la rosaleda de Itami tal como “Amatsu Otome” y “Madam Violet”.

## Localización
Se ubica a 4 kilómetros al norte de la Ciudad Vieja de Itami, Takarazuka parque suburbano de la ciudad situado en los límites de la ciudad en las cercanías del Aeropuerto de Itami （"Osaka International Airport").
Aramaki bara-kōen Tarakazuka Itami-shi, Hyogo-ken 182-0017, Honshu-jima Japón.
Planos y vistas satelitales.34°48′42.4″N 135°23′11.2″E / 34.811778, 135.386444
El jardín es visitable por el público en general, de 9:00 a 16:30, se cierra los lunes, pagando una tarifa de entrada.
Se encuentra a unos 20 minutos caminando desde la "estación Yamamoto" de la línea Hankyu Takarazuka o desde la "estación JR Nakayamadera".

## Historia

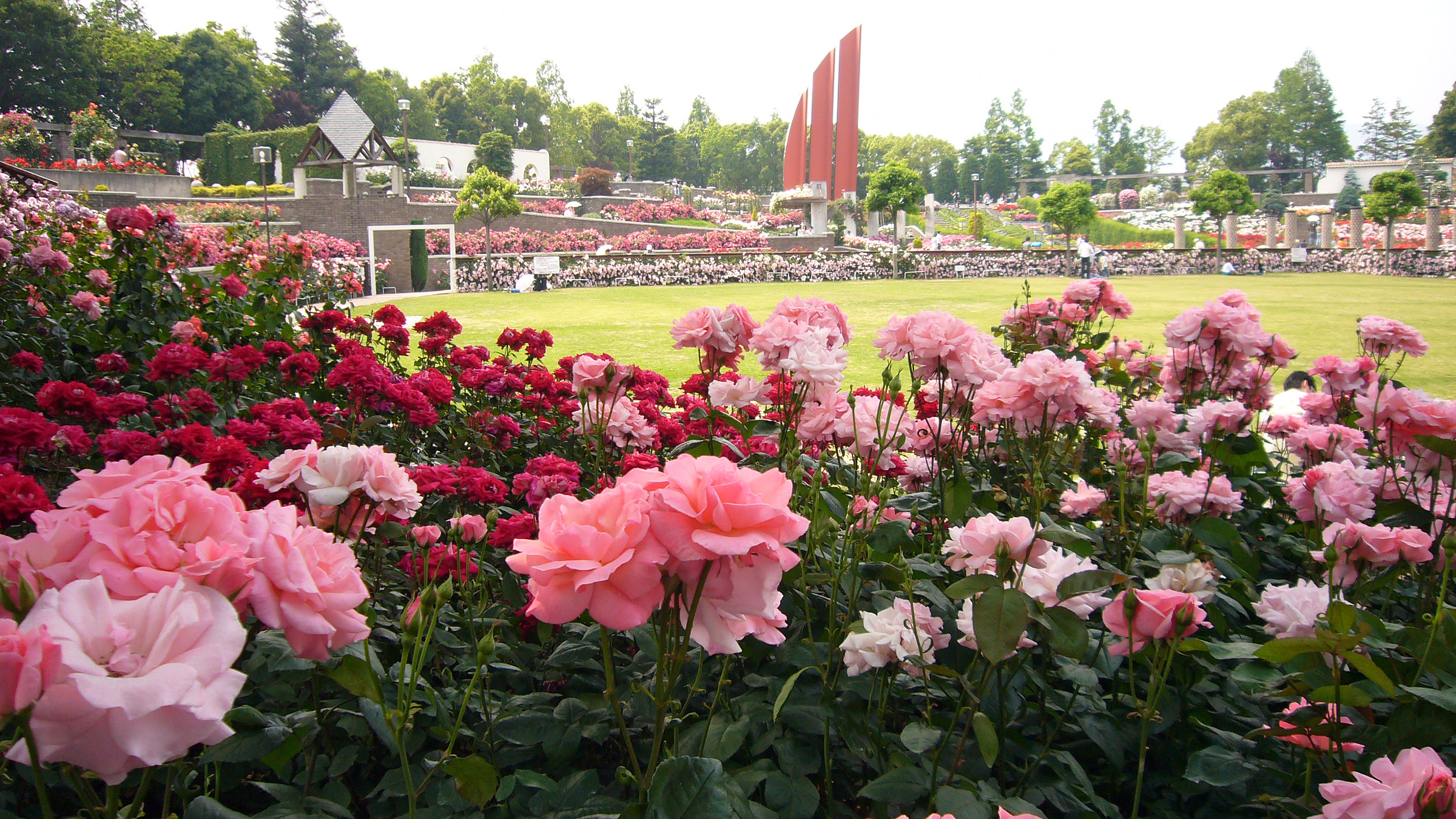
Una vista de la Rosaleda Aramaki.

El diseño del parque del jardín botánico se hizo con la construcción de la primera exposición de rosas, en forma de anfiteatro, con un desnivel de los laterales con respecto a la parte central con una diferencia de 10 metros de altura, tomando en parte de la orilla del río dios en el oeste. La creación de la dinámica del paisaje en terreno plano han tenido un gran éxito.
Así la rosaleda se ha diseñado en forma de laberinto, emplazada en una forma gradual de manera que rodea la plaza de tres dimensiones. Con el fin de complementar la belleza de los coloridos de las rosas, el jardín están diseñado tomando de modelo las construcciones del sur de Europa, y está basado en el color blanco.
El 29 de abril de 1992 se inaugura la rosaleda de Aramaki.

## Colecciones

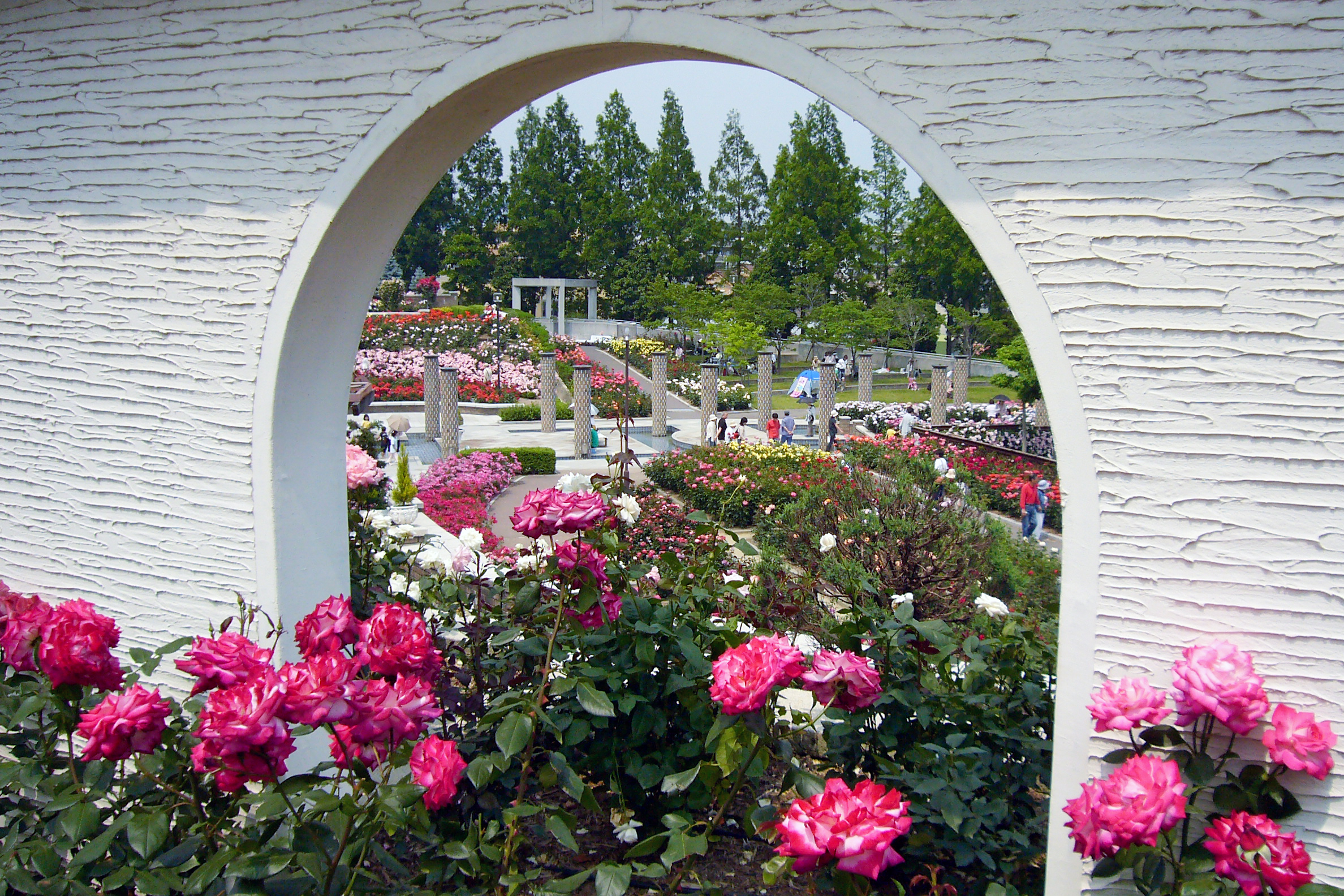
Una rincón en la Rosaleda Aramaki.

En esta rosaleda se albergan unos 10,000 pies de rosas con representación de 250 especies procedentes de todo el mundo, son de destacar las rosas conseguidas en la rosaleda de Itami tal como “Amatsu Otome” y “Madam Violet”.
Entre los tipos de rosas, se incluyen, 92 tipos del (sistema de seguridad híbrido) HT que son las más populares/ alrededor de 50 especies (Rosa floribunda) basado en F con una serie desarrollada por "Kazue"/ las CI son unas enredaderas de rosa moderna con 27 especies (sistema de escalada)/ 6 especies (sistema de miniatura) Min llamadas rosas en miniatura/ cinco especies (sistema de arbusto) S flores desarrolladas por "Suzunari"/ del antiguo sistema de rosas hay unas 20 especies de rosas silvestres.
Entre los equipamientos del espacio central:
- Monumento a la Paz obra de Inoue Takeyoshi.
- "Sala subterránea" (espacio de meditación)
- Jardín Botánico- la rosaleda en sí misma.
- Rosaleda con variedades que fueron desarrolladas en la rosaleda de Itami, que se ubican en la esquina de la casa de la rosa
- El "Hasselt - Corner Manneken Pis" famoso por la ciudad hermanada de la rosaleda de nombre Hasselt.
- Plantación de la Periferia
- Césped
- Casa de descanso "Galerie Rose"
- Aparcamiento de pago disponible (bus 7 unidades, 72 unidades para acomodar vehículo de tamaño estándar)

Hacia el sur, junto al parque, que cuenta con un centro de información "Green Plaza", que también sirve como centro de conferencias y recinto ferial.